# Helfensteiner
L'  helfensteiner   est un cépage de cuve de raisins noirs.

## Origine et répartition géographique
Le cépage est une obtention de August Herold dans l'institut Staatliche Lehr- und Versuchsanstalt für Wein- und Obstbau Weinsberg à Weinsberg. L'origine génétique est vérifiée et c'est un croisement des cépages Frühburgunder x Trollinger réalisé en 1931. Le cépage est autorisé dans de nombreux Länder en Allemagne. 
En Allemagne, la culture du helfensteiner est en régression passant de 31 ha en 1998 à 25 ha en 2001.
Le nom du cépage est un hommage au château Helfenstein à Geislingen an der Steige.
Le helfensteiner a servi de géniteur des cépages dornfelder et hegel.

## Caractères ampélographiques
- Extrémité du jeune rameau duveteux, blanc.
- Jeunes feuilles aranéeux
- Feuilles adultes, à 3 lobes avec des sinus supérieurs assez  profonds, un sinus pétiolaire en lyre ou en V peu ouvert, des dents ogivales, moyennes, en deux séries, un limbe aranéeux.

## Aptitudes culturales
La maturité est de première époque hâtive: 5  jours avant le chasselas.

## Potentiel technologique
Les grappes sont grandes et les baies sont de taille grosse. La grappe est longue et lâche. Le cépage est très vigureux et fertile mais sa production est irrégulière. Il est assez résistant à la pourriture grise et aux maladies tel que le mildiou et l'oïdium mais il est sensible au millerandage et à la chlorose. 
Il donne un vin neutre au gout légèrement fruité à peine supérieur à celui du portugais bleu.

## Synonymes
Le  helfensteiner   est connu sous le nom de blauer Weinsberger et  sous le sigle We S 5332